# Batalla de Valtierra
La batalla de Valtierra fou un combat que va enfrontar les tropes d'Alfons el Bataller, el rei d'Aragó amb les tropes musulmanes de l'emir de Saraqusta, Ahmed II Ibn Yusuf al-Mustain el 24 de gener de 1110. El rei saragossà fou derrotat i mort

## Antecedents
La conquesta de Tulàytula per Alfons VI de Castella en 1085 va comportar la incorporació d'extenses zones de terreny a la Corona de Castella va fer que Muhammad Ibn Abbad Al Mutamid l'emir d'Isbiliya sol·licités l'ajut militar de Yusuf ibn Tashfin l'emir almoràvit que ja s'havia apoderat de tot el Marroc. Després de creuar l'Estret de Gibraltar, els almoràvits van derrotar Alfons VI de Castella el 1086 a la batalla de Sagrajas i van convertir-se a ser els amos i senyors del sud de la península Ibèrica. La conquesta de Balansiya de Rodrigo Díaz de Vivar va suposar un impediment la seva expansió al nord, però el 1102, uns anys després de la mort del Cid, Balansiya va tornar al domini islàmic, encara en vida de Yusuf ibn Tashfin, i Sahla va caure dos anys més tard.
Únicament l'emirat de Saraqusta quedava lliure del domini almoràvit, i Ahmed II Ibn Yusuf al-Mustain va signar un pacte de submissió, en virtut del qual els nous senyors africans permetrien la independència del seu regne mentre ell visqués.

## Batalla
Les tropes d'Alfons el Bataller, el rei d'Aragó es van enfrontar amb les tropes musulmanes que havien passat a l'ofensiva arribant fins a Olite, dirigides per l'emir de Saraqusta, Ahmed II Ibn Yusuf al-Mustain el 24 de gener de 1110, i en la batalla el rei saragossà fou derrotat i mort.

## Conseqüències
Alfons el Bataller va atorgar a la vila el Fur de Sobrarb i el títol de Molt noble i Molt lleial. A Valtierra hi va haver una important comunitat àrab, fins i tot van arribar a construir una mesquita, que es va destruir per construir l'Església.
La derrota a Valtierra va precipitar la conquesta de l'emirat de Saraqusta per les tropes almoràvits d'Alí ibn Yússuf, que entraven a la ciutat el 29 de juny del 1110 mentre Abd al-Malik ibn Ahmed Imad al-Dawla es va retirar a la seva fortalesa de Rueda de Jalón, on va establir l'emirat de Rueda de Jalón on convertit en vassall d'Alfons encara va exercir una mena de poder per espai de vint anys.